# مینستوک
مینستوک (به انگلیسی: Meonstoke) یک روستا در بریتانیا است که در همپشر واقع شده‌است. مینستوک ۶۴۵ نفر جمعیت دارد.